# マリア地蔵 (幸手市)
マリア地蔵（マリアじぞう）は、埼玉県幸手市大字権現堂に所在する地蔵尊である。

## 来歴
このマリア地蔵は今日の権現堂集落農業センター敷地内で発見された。「子胎延命地蔵大菩薩」と彫刻され、右手に赤ん坊を抱いている容姿で、マリア観音に類似している。キリストを抱いたマリアに見立てられ、1820年（文政3年）に作られている。錫杖の上に十字架が刻まれ、キリスト教のシンボルであるヘビや魚が刻まれ、イエスをカモフラージュしたものである「イメス智言」の文字が刻んであることなどから、江戸時代の隠れ切支丹の信仰の拠り所とされたと考えられている。一般にはマリア地蔵と称され、1983年（昭和58年）3月24日に幸手市指定有形民俗文化財となっている。現在地に移転する以前は大字権現堂229に所在していた。
また、このマリア地蔵には「武州葛飾郡幸手領上吉羽村一ツ谷出生俗名鳥海久治良 子胎延命 地蔵大菩薩 文政三庚辰四月吉日 同郡權現堂新田村庵ニ而建之イメス智言」と彫られている。
この他、権現堂集落農業センターの敷地には「石鳥居寄附連名誌」、「庚申塔」、地蔵菩薩2体、「落迦石」、「十九夜供養塔」、如意輪観音、六地蔵（地蔵菩薩6体）などが所在している。

## 白山大権現
白山大権現（はくさんだいごんげん）は権現堂集落農業センター敷地内に所在しており、「白山大權現」と彫られた記念碑には「白山大権現 幸手市大字権現堂東砂畑174番地 熊野権現社 若宮権現社と合せ権現堂の地名が起こったという 平成十七年七月吉日 建立 氏子一同」という折が彫刻されている。
また境内には本殿や鳥居、手水鉢、「淺間大神」、「食行身録亻狗（にんべんに狗）」、「稲荷大」、「庚申」、「天満宮」、「御嶽神社」、記念碑などの石碑が所在する。

## 所在地
- 〒340-0112
- 埼玉県幸手市大字権現堂字東砂畑174[6]（権現堂集落農業センター内）

## 周辺
- 中川
- 上吉羽中央公園
- 幸手警察署
- 権現堂川用水路

## アクセス
- 幸手駅より北東方へ徒歩約30分（距離約1.6km）[7]。